# Lucas Digne
Lucas Digne (Meaux, Francuska 20. srpnja 1993.) francuski je nogometaš koji igra na poziciji lijevog beka. Trenutačno igra za Aston Villu i francusku reprezentaciju.

## Klupska karijera
Počevši u Lilleu (2010. – 2013.), Digne se razvio u obećavajućeg lijevog beka prije nego što se pridružio Paris Saint-Germainu za 15 milijuna eura.
Nakon posudbe u Romi (2015./16.), Barcelona je kupila Dignea za 16,5 milijuna eura. Tijekom dvije sezone u Španjolskoj pridonio je osvajnju lige i kupa, dok je prvenstveno služio kao rezerva Jordiju Albi.
Digne je pronašao svoju pravu formu u Evertonu nakon transfera vrijednog 18 milijuna funti 2018., osvojivši nagradu za igrača sezone u svojoj debitantskoj sezoni u klubu. Nakon neslaganja s menadžerom Rafom Benítezom, pridružio se Aston Villi u siječnju 2022. za 25 milijuna funti.

## Reprezentativna karijera
Na reprezentativnoj razini, Digne je predstavljao Francusku na Svjetskom prvenstvu 2014. te Europskom prvenstvu 2016. i 2020., nakon što je prethodno osvojio Svjetsko prvenstvo do 20 godina 2013.

## Vanjske poveznice
- Profil, Transfermarkt